# メンタルローテーション
メンタルローテーション（英語: mental rotation）とは、二次元または三次元の物体を心的に回転させる能力のことである。メンタルローテーションを司る大部分は右大脳半球だとされる。また、同部位は空間処理能力と関連していると考えられている。
メンタルローテーションは以下の5つの認知ステージに分類される。
1. 物体のメンタルイメージを作成する。
2. 対象物と比較可能になるまでメンタルイメージを心的に回転させる。
3. 対象物とメンタルイメージを比較する。
4. 対象物とメンタルイメージが一緒であるか、鏡映像であるか決定する。
5. 決定を報告する。

## 評価法
並べられた2つの三次元の物体または文字が、同じであるか鏡映像であるかを見分ける。比較される物体は0°,60°,120°,180°のいずれかに回転してあることが多い。同じ物体なのか、鏡映像なのかを速く正確に答えることが求められる。

## 過去の研究
メンタルローテーションはロジャー・シェパードとジャクリーン・メッツラーらによって発見された。彼らの研究によると、元の物体と回転させられた物体を比較した際、回転させられた角度が大きければ大きいほど、答えを導きだすのに時間がかかるとされる。また、練習によってその時間は短縮することが可能だとされる。

## 性差
男性の方が女性より若干成績が良いとされる。また、青年期に最も成績が良く、それ以降は低下するとされる。

## 機能局在
メンタルローテーションを行っている時の脳活動をfMRIにて観察すると、ブロードマンの脳地図上の7A部位と7B部位、中前頭回、外線条皮質、手の体性感覚皮質、前頭皮質が活動しているとされる。

## 新しい知見
最近の研究では、メンタルローテーションには複数の神経システムが関与しているとされる。パーソンズは、人の腕の絵でメンタルローテーションテストを行った際、不自然な方向に関節が曲がった絵では成績が低下することを発見した。この研究によって、メンタルローテーションは視覚情報だけでなく、運動/触覚の情報も重要だと判明した。また、生後5か月の男児においてメンタルローテーションが可能になりはじめるという報告がある。